# Skive-Vestsalling Jernbane
Skive-Vestsalling Jernbane (SVJ) – eller Vestsallingbanen – var en dansk privatbane mellem Skive og Rødding i Vestsalling 1924-66. Banen blev i folkemunde kaldt Sydvest-Jens.

## Forhistorie
I starten af 1900-tallet var der stor interesse for elektriske jernbaneprojekter, især i Østjylland, men også Vestsallingbanen blev planlagt som elektrisk og kom med i den store jernbanelov fra 1908 som "en elektrisk jernbane fra Skive gennem Vestsalling".
Ingen af lovens 9 elektriske jernbaner blev realiseret, men Vestsallingbanen kom som konventionel jernbane med i den næste store jernbanelov fra 1918, nu med fastlagt endepunkt i Rødding. Eneretsbevilling blev udstedt 30. oktober 1918.

## Strækningsdata
- Åbnet: 11. december 1924
- Længde: 26,7 km (heraf egen strækning 25,9 km). Fra 2. februar 1962 efter sporomlægning ved Skive: 27,6 km (heraf egen strækning 24,5 km)
- Sporvidde: 1.435 mm
- Skinnevægt: 24,29 kg/m
- Maks. stigning: 10 ‰
- Mindste kurveradius: 400 m
- Maks. hastighed: 45 km/t, senere hævet til 60 (70 for skinnebusser)
- Nedlagt: 31. marts 1966

Skives første station fra 1864 blev i 1888 erstattet af en større lidt øst for. Her fik Vestsallingbanen perronspor, hvor den første station havde ligget. Herfra delte Vestsallingbanen og Sallingbanen spor på de første 0,8 km til Skive Nord station, hvorfra de havde hver sit spor, men fulgtes ad indtil Vestsallingbanen forlod det brede fælles tracé ved Resen.
I næsten hundrede år havde Skive en rebroussementsstation, hvor togene skulle bakke ud til hovedsporet for at komme videre til Struer, men i 1962 lagde man sporene helt om og byggede en ny gennemkørselsstation syd for byen. De to Sallingbaner fulgte med og fik ny linjeføring i en stor bue vest om byen, hvor de delte spor på de første 3,1 km til det nye Skive Nord trinbræt. Herfra fortsatte de på hver sit spor, indtil de nåede det gamle tracé omtrent hvor rute 26 og rute 551 i dag mødes i en stor rundkørsel.

## Standsningssteder
- Skive station, fra 23. maj 1927 Skive H eller Skive Hovedbanegård i km 0,0. 2. februar 1962 flyttet – forbindelse med Langå-Struer-banen.
- Skive Nord station i km 0,8. Fra 2. februar 1962 erstattet af Skive Nord trinbræt i km 3,1 fra den ny Skive H – forbindelse med Sallingbanen.

Den ny linjeføring gennem Skive var 1 km længere end den gamle, så efter 1962 skal der lægges 1 km til nedenstående km-tal:
- Tolstrup trinbræt i km 6,0 fra 13. september 1925.
- Hem station i km 7,5.
- Grove trinbræt i km 8,5.
- Brøndum station i km 10,6.
- Volling trinbræt i km 11,6.
- Balling station i km 12,8.
- Svejgård trinbræt i km 14,3.
- Ramsing station i km 15,9.
- Vejbyvad station i km 18,2. Lå i Vejby, men der fandtes i forvejen en Vejby Station på Gribskovbanen.
- Viadukten trinbræt i km 20,2.
- Brodal station i km 20,7. Lå lidt uden for Lem, men fik navn efter den mindre bebyggelse Brodal, fordi der i forvejen fandtes Lem station ved Ringkøbing og Lem trinbræt på Randers-Hadsund Jernbane.
- Betryk trinbræt i km 22,2.
- Nørhede trinbræt i km 23,4 fra 13. september 1925.
- Borgen trinbræt i km 25,3.
- Spøttrup station i km 26,6 med remiser og værksteder. Lå i Rødding, men fik navn efter Spøttrup Borg 2 km mod vest, fordi der i forvejen fandtes en Rødding station på Haderslev Amts Jernbaner.

### Stationer uden sporforbindelse
Senere fik banen to stationer uden jernbane. De havde billetsalg og godsekspedition som de andre stationer, men passagerer og gods blev kørt med banens rutebil eller lastbil til og fra nærmeste station på jernbanen:
- Krejbjerg station havde fra 1. oktober 1930 bilforbindelse med Rødding station 4 km mod vest.
- Lihme station havde fra 1. februar 1931 bilforbindelse med Brodal station 3 km mod øst. Bygningen var ikke opført som station, men banen købte en købmandsbutik og ombyggede den.

### Bevarede stationsbygninger
Alle banens egne stationsbygninger – altså undtagen de gamle DSB-stationer Skive H og Skive Nord – er bevaret. De er – undtagen Lihme – tegnet af arkitekt Hans Toft-Hansen fra Skive.
- Hem: Hindborgvej 127
- Brøndum: Banen 1
- Balling: Posthusvej 6
- Ramsing: Pile Alle 7
- Vejbyvad: Vejbyvad 3
- Brodal: Amtsvejen 53
- Lihme: Amtsvejen 1
- Spøttrup: Stationsvej 21
- Krejbjerg: Buksager 25

## Driften
Banen havde oprindeligt hovedkontor på Spøttrup Station, men efter åbningen af Mariager-Fårup-Viborg Jernbane i 1927 fik de to baner fælles direktør og hovedkontor i Viborg.
Banen var uindhegnet og overskæringerne ubevogtede, så hastigheden var i starten begrænset til 45 km/t. I 1930'erne blev overskæringerne sikret, så hastigheden kunne sættes op til 60 km/t. I 1948 blev der indsat skinnebusser og hastigheden blev sat op 70 km/t, hvilket nedsatte køretiden fra 70 til 50 minutter.
Banen var bygget i en egn, hvor der ikke var meget transportkrævende industri, og på et tidspunkt, hvor konkurrencen fra landevejstrafikken allerede var mærkbar, så den havde i hele sin levetid en betrængt økonomi.
Banen fik sit første driftsunderskud i 1931-32. Et af tiltagene for at forbedre økonomien var, at banen købte 7 tønder land ved Knud Strand, opførte en pavillon og kørte badetog med forbindelse fra Viborg til Rødding, hvorfra badegæsterne blev kørt til stranden i banens rutebil. Selv under Besættelsen, hvor der ikke var mange andre transportmuligheder, lykkedes det ikke for banen at skabe overskud.

## Strækninger hvor banetracéet er bevaret
- Det brede bevarede tracé langs Nørre Boulevard i Skive – her gik indtil 1962 Vestsallingbanen tv. og Sallingbanen th.
- Ved Søndre Dås lå Skive Nord trinbræt, hvor Vestsallingtogene fra 1962 kørte over i eget spor
- De to Sallingbaners fælles tracé ved Resen – 150 m længere fremme grenede Vestsallingbanen fra tv.
- Vestsallingstien set mod øst, hvor Tolstrup trinbræt lå
- Banedæmning øst for Brøndum Kirkevej
- Slut på et lille stykke bevaret tracé sydvest for Vejby – tv. et af de skarpe sving på Vestsallingstien
- Banen og stien går over Spøttrup Kanal på en høj dæmning

### Vestsallingstien
Skive Kommune har anlagt Vestsallingstien, som på lange strækninger følger Vestsallingbanens tracé. Der er udgivet en folder om stien og opsat informationstavler ved de tidligere stationer og trinbrætter – eller i nærheden, f.eks. er Betryk trinbræt markeret ca. 200 m vest for dets faktiske placering.
Vestsallingstien blev indviet 29. maj 2011. Det siger sig selv, at det har været svært at retablere banetracéet 45 år efter, at banen blev nedlagt og dens arealer solgt til private. Ifølge folderen er stiens forløb "stort set identisk med den tidligere Vestsallingjernbanes" bortset fra, at stien ophører gennem byerne Balling, Ramsing og Lem. Realiteten er dog, at man også har måttet gå på kompromis ude på landet. Hvor banetracéet gennemskar en nuværende have eller mark, er stien ofte lagt uden om haven eller i kanten af marken. Folderen oplyser ikke, hvornår man færdes på dele af banetracéet og hvornår man færdes på forbindelsesstier mellem dem, men selv det utrænede øje kan se, at Vestsallingstien har nogle sving og stigninger, som banen umuligt kan have fulgt.
En sammenligning med målebordsbladene viser, at Vestsallingstien kun følger banetracéet på 13 af sine 25 km. Hertil kommer et par meget korte strækninger, hvor banetracéet er bevaret, men ikke udnyttet af Vestsallingstien.